# Prima (odrůda jablek)

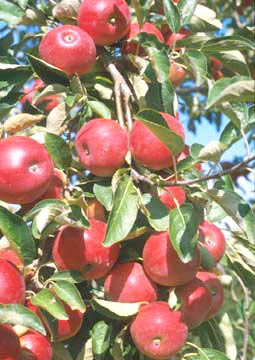

Prima (Malus domestica 'Prima') je ovocný strom, kultivar druhu jabloň domácí z čeledi růžovitých. Plody jsou řazeny mezi podzimní odrůdy jablek, sklízí se v září, dozrává v říjnu, skladovatelné jsou do konce listopadu.

## Historie

### Původ
Byla vyšlechtěna v USA, v roce 1958,  podle jiného zdroje v roce 1970., PRI (Purdue, Rutgers, Illinois Co Op). Odrůda vznikla zkřížením nepojmenovaných odrůd PRI 14-510 a NJ 123249.

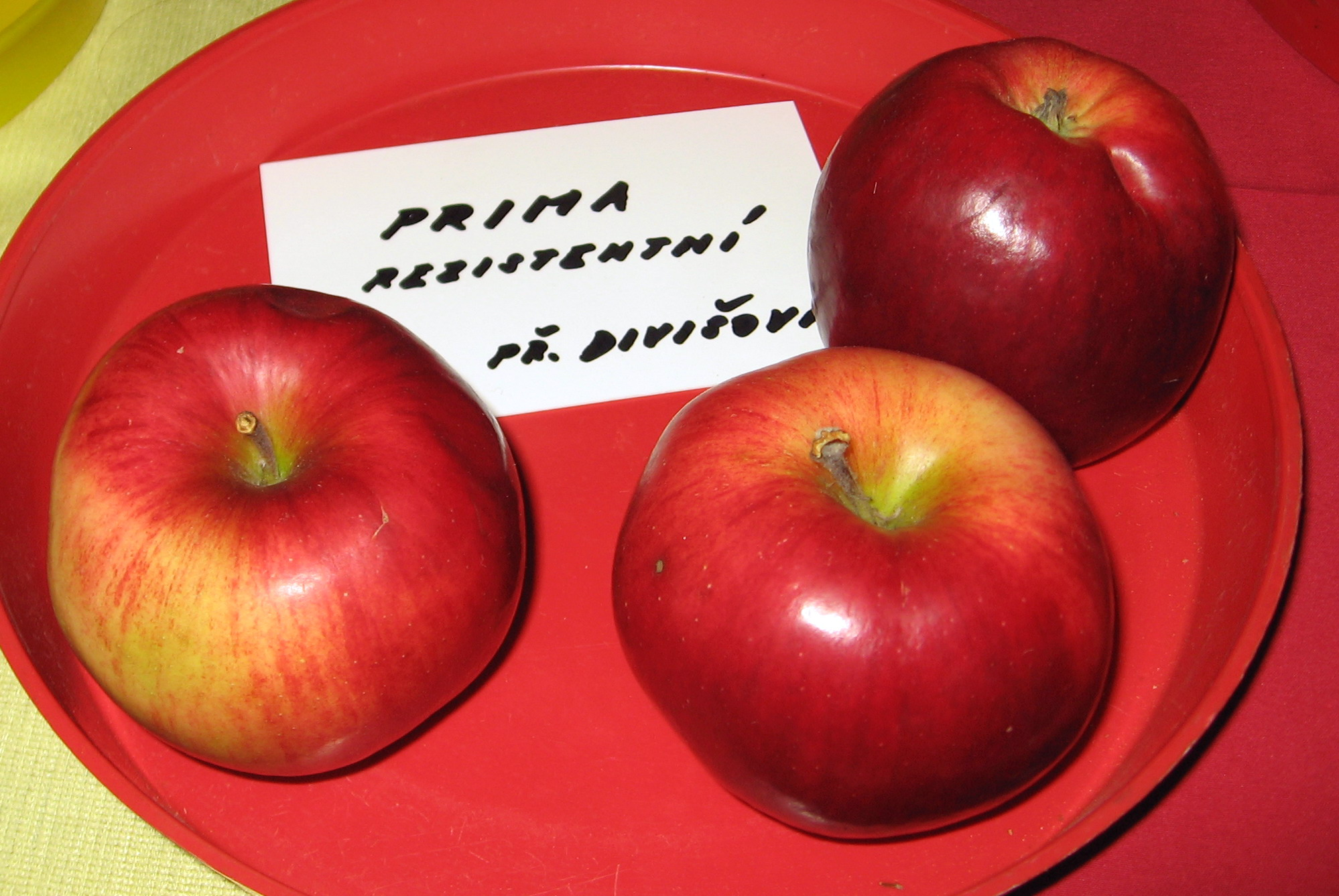

## Vlastnosti
Odrůda je dobrý opylovač.

### Růst
Růst odrůdy je zpočátku bujný, později středně. Koruna má rozložitý habitus, koruna je široká. Řez je zpočátku nezbytný, letní řez velmi vhodný, probírka plůdků pro pravidelnou plodnost a zvětšení plodů doporučena.

## Plodnost
Plodí záhy, bohatě a s probírkou i pravidelně.

## Plod
Plod je kulovitý, střední. Slupka hladká, žlutozelené zbarvení je z velké části překryté červenou barvou. Dužnina je nažloutlá se sladce navinulou chutí.

## Choroby a škůdci
Odrůda je rezistentní proti strupovitosti jabloní a středně odolná k padlí.

## Použití
Je vhodná k rychlému zpracování a přímému konzumu. Odrůdu lze použít na chráněných stanovištích do všech poloh ale vhodnější jsou teplé polohy. Odrůdu lze pěstovat bez chemické ochrany.

## Příbuzné kultivary
- Ariane
- Rubinola